# 수촌초등학교
수촌초등학교는 대한민국 충청남도 공주시에 있는 공립 초등학교이다.

## 학교 연혁
- 1963.06.10 의당국민학교 수촌분교장 인가
- 1967.04.22 수촌국민학교로 개교
- 1970.03.01 12학급 편성
- 1984.03.01 수촌초등학교 병설유치원 신설
- 1987.03.01 6학급 편성
- 1996.03.01 수촌초등학교로 개칭
- 2009.10.18 다목적강당(혜윰관) 준공
- 2010.03.01 특수학급 1학급 인가
- 2012.10.08 학교진입로 확포장
- 2012.05.08 현대식 화장실 및 보육교실 신축
- 2014.12.03 운동장 놀이 및 운동기구 설치
- 2015.02.13 제48회 졸업(총2,200명)
- 2015.03.01 제18대 서용숙 교장 부임
- 2015.03.01 초등학교 7학급(특수학급 포함) 병설유치원 1학급 편성

## 참고 자료
- 수촌초등학교 - 한국교육학술정보원 학교알리미